# دهستان تربر
دهستان تربر، یکی از دهستان‌های بخش داریان شهرستان شیراز در استان فارس ایران است. مرکز این دهستان، روستای تربر جعفری است.

## جمعیت
بر پایه سرشماری عمومی نفوس و مسکن در سال ۱۳۹۵، جمعیت دهستان تربر برابر با ۵٬۰۳۲ نفر بوده است.